# Luis Rojas Álvarez
Luis Silvio Rojas Álvarez (San Bernardo, Chile, 5 de abril de 1954) es un exfutbolista y exentrenador chileno. Jugó, indistintamente, de lateral derecho, zaguero central y volante de contención. 
Es padre de Luis Rojas Zamora, futbolista chileno que juega como mediocampista en F.C. Crotone y de Silvio Rojas, exfutbolista que formó parte del plantel de la selección chilena sub-17 que participó en el Mundial Sub-17 de 1993.

## Trayectoria
Su primer club, su inicio deportivo fue en el club Santa Cristina de su natal San Bernardo. Desde 1968 a 1971 en las divisiones de menores de Universidad Católica. En 1972 ingresa a Deportes Aviación, debutando ese año en la competencia profesional.  El año 1977 sería nominado “el mejor lateral derecho”.
Al año siguiente sería transferido a Unión Española, equipo que defendió durante siete años, pasando a finales del año 1984 a Colo-Colo con grandes figuras como Carlos Caszely, Mario Osbén, Horacio Simaldone, entre otros. Con ese equipo lograría ganar la Copa Chile de 1985 contra Palestino en el estadio Santa Laura. Los dos últimos años de su carrera, 1986 y 1987, los jugaría en Palestino.
Como entrenador, dirigió en 1997 a Magallanes. Actualmente juega amistosos en Colo-Colo de todos los tiempos, junto a grandes figuras del club.

## Selección nacional
Como seleccionado entre los años 1980 y 1985, registra la cantidad de 17 partidos jugados.

### Participaciones en Copa América
| Copa              | Sede          | Resultado    |
| ----------------- | ------------- | ------------ |
| Copa América 1983 | Sin sede fija | Primera fase |

## Estadísticas

### Clubes
| Club              | País  | Año       |
| ----------------- | ----- | --------- |
| Deportes Aviación | Chile | 1972-1977 |
| Unión Española    | Chile | 1978-1984 |
| Colo-Colo         | Chile | 1985-1986 |
| Palestino         | Chile | 1986-1987 |

## Palmarés

### Campeonatos nacionales
| Título           | Club              | País  | Año  |
| ---------------- | ----------------- | ----- | ---- |
| Segunda División | Deportes Aviación | Chile | 1973 |
| Copa Chile       | Colo-Colo         | Chile | 1985 |